# Toshbuloq

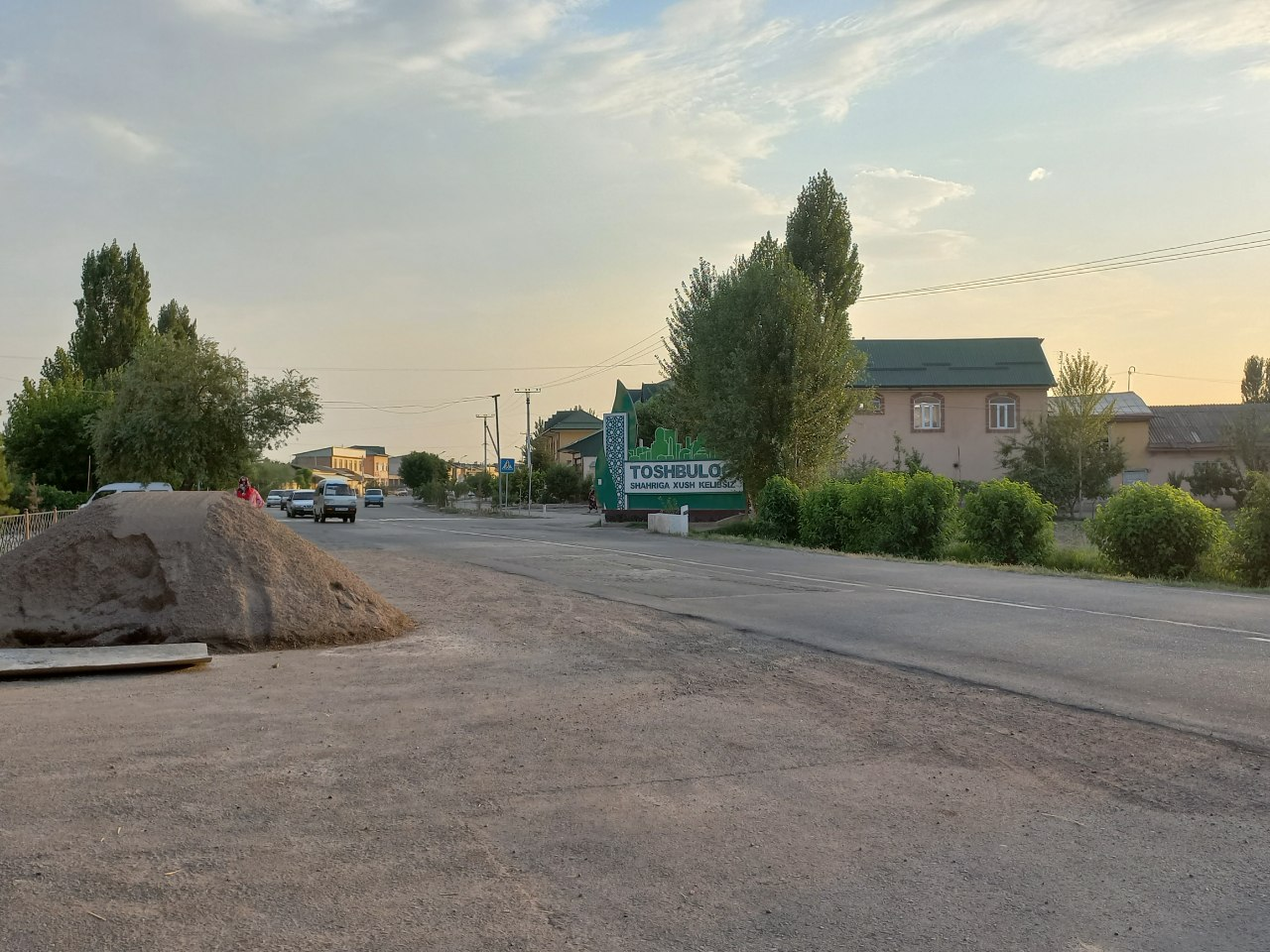
Stadt Tashbulok, Bezirk Namangan, Region Namangan

Toshbuloq ist eine Siedlung städtischen Typs in der usbekischen Viloyat Namangan im Ferghanatal und Hauptort des Bezirks Namangan.
Der Ort liegt etwa 12 km südwestlich der Viloyathauptstadt Namangan. Nördlich des Ortes verläuft der Südliche Ferghanakanal.
Im Jahr 1989 erhielt Toshbuloq den Status einer Siedlung städtischen Typs. Gemäß der Bevölkerungszählung 1989 hatte der Ort 7.754 Einwohner, einer Berechnung für 2003 zufolge betrug die Einwohnerzahl 13.947.